# Sada Williams
Sada Williams (ur. 1 grudnia 1997 w Bridgetown) – barbadoska lekkoatletka specjalizująca się w biegach sprinterskich.
W 2014 osiągnęła półfinał biegu na 200 metrów podczas mistrzostw świata juniorów oraz zajęła 8. miejsce w finale 400 metrów na igrzyskach olimpijskich młodzieży. W 2015 zdobyła srebrny i brązowy medal mistrzostw panamerykańskich juniorów w Edmonton.
W 2017 zadebiutowała na mistrzostwach świata, a dwa lata później była szósta na igrzyskach panamerykańskich w Limie. Półfinalistka igrzysk olimpijskich w Tokio (2021). W 2022 zdobyła brązowy medal w biegu na 400 metrów podczas mistrzostw świata w Eugene oraz zwyciężyła na tym dystansie na igrzyskach Wspólnoty Narodów w Birmingham. Podczas kolejnej edycji światowego czempionatu w Budapeszcie (2023) powtórzyła ten wyczyn. Finalistka biegu na 400 metrów podczas igrzysk olimpijskich w Paryżu (2024), w którym zajęła siódme miejsce.
Złota medalistka mistrzostw Barbadosu oraz CARIFTA Games.

## Osiągnięcia
| Rok  | Impreza                              | Miejsce    | Konkurencja             | Lokata     | Wynik |
| ---- | ------------------------------------ | ---------- | ----------------------- | ---------- | ----- |
| 2014 | Mistrzostwa świata juniorów          | Eugene     | bieg na 200 metrów      | półfinał   | 24,37 |
| 2014 | Igrzyska olimpijskie młodzieży       | Nankin     | bieg na 400 metrów      | 8. miejsce | 54,93 |
| 2015 | Mistrzostwa panamerykańskie juniorów | Edmonton   | bieg na 200 metrów      | 3. miejsce | 23,49 |
| 2015 | Mistrzostwa panamerykańskie juniorów | Edmonton   | bieg na 400 metrów      | 2. miejsce | 52,75 |
| 2015 | Igrzyska panamerykańskie             | Toronto    | sztafeta 4 × 400 metrów | –          | DQ    |
| 2016 | Mistrzostwa świata juniorów          | Bydgoszcz  | bieg na 200 metrów      | –          | DNF   |
| 2017 | Mistrzostwa świata                   | Londyn     | bieg na 200 metrów      | eliminacje | 23,55 |
| 2019 | Igrzyska panamerykańskie             | Lima       | bieg na 400 metrów      | 6. miejsce | 52,25 |
| 2019 | Mistrzostwa świata                   | Doha       | bieg na 400 metrów      | półfinał   | 51,31 |
| 2021 | Igrzyska olimpijskie                 | Tokio      | bieg na 400 metrów      | półfinał   | 50,11 |
| 2022 | Halowe mistrzostwa świata            | Belgrad    | bieg na 400 metrów      | eliminacje | 52,65 |
| 2022 | Mistrzostwa świata                   | Eugene     | bieg na 400 metrów      | 3. miejsce | 49,75 |
| 2022 | Igrzyska Wspólnoty Narodów           | Birmingham | bieg na 400 metrów      | 1. miejsce | 49,90 |
| 2022 | Mistrzostwa NACAC                    | Freeport   | bieg na 400 metrów      | 2. miejsce | 49,86 |
| 2022 | Mistrzostwa NACAC                    | Freeport   | sztafeta 4 × 100 metrów | 3. miejsce | 43,49 |
| 2023 | Mistrzostwa świata                   | Budapeszt  | bieg na 400 metrów      | 3. miejsce | 49,60 |
| 2024 | Igrzyska olimpijskie                 | Paryż      | bieg na 400 metrów      | 7. miejsce | 49,83 |

## Rekordy życiowe
- Bieg na 200 metrów – 22,59 (9 marca 2024, Spanish Town) – rekord Barbadosu
- Bieg na 400 metrów (stadion) – 49,58 (21 sierpnia 2023, Budapeszt) – rekord Barbadosu
- Bieg na 400 metrów (hala) – 52,28 (11 lutego 2022, Fayetteville) – rekord Barbadosu